# Ford EcoBoost 400
Ford EcoBoost 400 é a única prova realizada no circuito de Homestead-Miami Speedway pela NASCAR Sprint Cup. Essa etapa fecha além de ser o encerramento da temporada, também é o encerramento do Playoff, é onde é decidido o campeão da temporada, onde 4 pilotos chegam empatados e quem terminar na frente entre eles é o campeão.

## Vencedores
- 2018 - Joey Logano
- 2017 - Martin Truex Jr.
- 2016 - Jimmie Johnson
- 2015 - Kyle Busch
- 2014 - Kevin Harvick
- 2013 - Denny Hamlin
- 2012 - Jeff Gordon
- 2011 - Tony Stewart
- 2010 - Carl Edwards
- 2009 - Denny Hamlin
- 2008 - Carl Edwards
- 2007 - Matt Kenseth
- 2006 - Greg Biffle
- 2005 - Greg Biffle
- 2004 - Greg Biffle
- 2003 - Bobby Labonte
- 2002 - Kurt Busch
- 2001 - Bill Elliott
- 2000 - Tony Stewart
- 1999 - Tony Stewart